# Leonard Shure
Leonard Shure (ur. 10 kwietnia 1910 w Los Angeles, zm. 28 lutego 1995 w Nantucket, Massachusetts) – amerykański pianista i pedagog.

## Wczesne lata i edukacja
Urodzony w rodzinie rosyjskich emigrantów żydowskiego pochodzenia. Swoją karierę rozpoczął w wieku 5 lat, a jako czternastolatek studiował prywatnie u Schnabela w Niemczech. Shure był absolwentem Hochschule für Musik w Berlinie w 1927 roku, w którym to czasie zadebiutował w Niemczech. Był pierwszym i jedynym asystentem Schnabela do 1933, kiedy to naziści doszli do władzy, a Shure powrócił do Stanów Zjednoczonych.

## Kariera
W 1934 miał miejsce jego oficjalny amerykański debiut. Zagrał wtedy Koncert d-moll Brahmsa z Bostońską Orkiestrą Symfoniczną pod dyrekcją Siergieja Kusewickiego. 
Koncertował z wieloma czołowymi orkiestrami symfonicznymi w Stanach Zjednoczonych, w tym z Filharmonią Nowojorską oraz orkiestrami z Detroit, Saint Louis, Pittsburgha i wielokrotnie, z Cleveland Orchestra pod batutą Georga Szella. W 1941 Shure jako pierwszy pianista wystąpił na Berkshire Music Festival w Tanglewood, kiedy pojawił się tam z Kusewickim i Bostońską Orkiestrą Symfoniczną. W 1946 roku wykonał kompletny cykl sonat Beethovena ze skrzypkiem Henrim Temianką w Bibliotece Kongresu w Waszyngtonie. Występował z takimi wybitnymi dyrygentami jak William Steinberg, Leonard Bernstein czy Dimitri Mitropoulos. W 1979 Shure odbył udane tournée po ZSRR.
Shure nauczał w Cleveland Institute of Music, University of Texas, Boston University oraz Mannes School of Music w Nowym Jorku. Pod koniec życia, Shure był członkiem wydziału w New England Conservatory of Music.